# Lisne, Krasnopillea
Lisne (în ucraineană Лісне) este un sat în comuna Reasne din raionul Krasnopillea, regiunea Sumî, Ucraina.

## Demografie
Componența lingvistică a localității Lisne
     Ucraineană (93,89%)
     Rusă (3,89%)
     Belarusă (1,67%)
     Alte limbi (0,56%)
Conform recensământului din 2001, majoritatea populației localității Lisne era vorbitoare de ucraineană (93,89%), existând în minoritate și vorbitori de rusă (3,89%) și belarusă (1,67%).